# Хор (музыкальная форма)

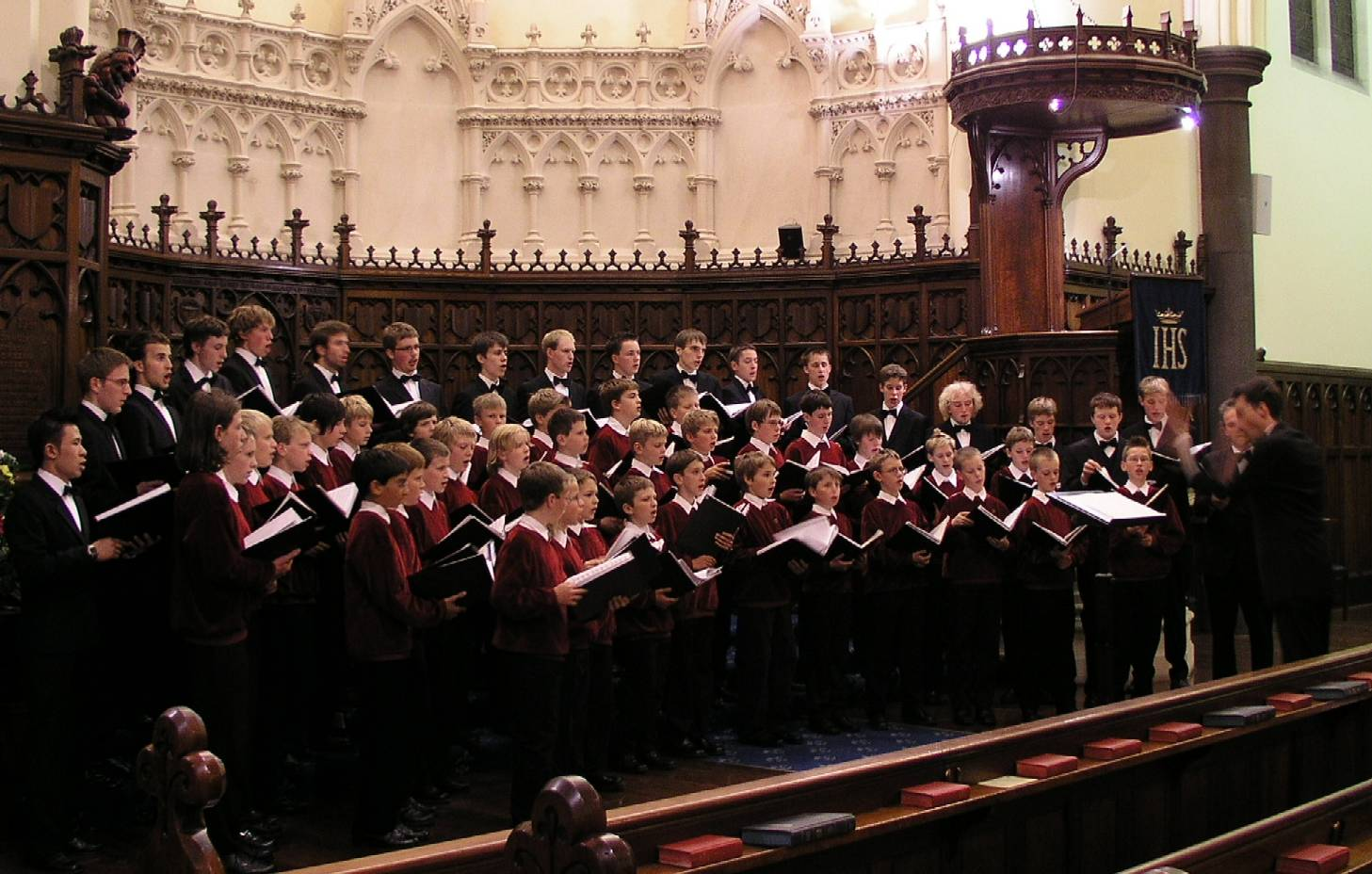
Выступление камерного хора Фрайбургского собора во время концертного турне по Австралии. 2006 год

Эта статья о хоре как о музыкальной форме. См. также другие значения этого слова.
Хор как музыкальная форма — многоголосное музыкальное произведение, предназначенное для исполнения каким-либо хоровым коллективом или же одновременно несколькими такими коллективами.
Хоры могут исполняться как при различных видах инструментального сопровождения, так и а капелла, то есть самостоятельно, без участия каких-либо других музыкантов.